# 世の中にたえて桜のなかりせば
『世の中にたえて桜のなかりせば』（よのなかにたえてさくらのなかりせば）は、2022年4月1日公開された日本映画。監督は三宅伸行、主演は長編映画初主演となる岩本蓮加（乃木坂46）と宝田明。なお、本作に出演している宝田明がエグゼクティブプロデューサーを兼任している。

## 概要
終活アドバイザーのアルバイトをしている不登校の女子高生が同僚の老紳士とともに様々な境遇の「終活」を手助けしていくうちに、自分の生き方と向き合い始めるヒューマンドラマ。
タイトルについては「桜にまつわる詩からの引用」と説明されているが、平安時代に編まれた『古今和歌集』に収録されている歌人の在原業平が詠った「世の中に たえて桜の なかりせば 春の心は のどけからまし」から取られている。
宝田明は本作公開直前の2022年3月14日に急逝したため、遺作となった。
宝田は生前の芸術文化活動に対する功績として、文化庁長官感謝状を授与した。岩本蓮加は文化庁・都倉俊一長官へ表敬訪問した。
2022年9月14日、宝田の月命日でもある当日にDVDを発売。

## キャスト
- 吉岡咲 - 岩本蓮加（乃木坂46）
- 柴田敬三 - 宝田明
- 南雲 - 土居志央梨
- 和田俊太 - 郭智博
- 小杉 - 名村辰
- 和田ゆうか - 柊瑠美
- 和田の母親 - 伊東由美子
- 吉川 - 徳井優
- 柴田まい子 - 吉行和子

## スタッフ
- 監督 - 三宅伸行[2][3]
- 脚本 - 敦賀零[2][3]、三宅伸行
- エグゼクティブプロデューサー - 宝田明
- ED主題歌 - all at once 「蒼空」（Produced by 亀田誠治）[2][3]
- 製作プロダクション - アルタミラピクチャーズ、デジタルSKIPステーション
- 配給 - 東映ビデオ
- 製作 - 埼玉県 / SKIPシティ彩の国ビジュアルプラザ、TOKYO MX、ビーイング、東映ビデオ